# Христоф, Гуго Теодор
Гуго Теодор Христоф (Hugo Theodor Christoph, в России Гуго Фёдорович Христоф, 1831—1894) — русский энтомолог немецкого происхождения. Член Русского энтомологического общества с 1861 года.
По окончании прогимназии и учительской семинарии Христоф переселился в 1858 году в Россию, где работал учителем в Сарепте. Он стал собирать и изучать насекомых, сначала в окрестностях Сарепты, а с 1870 года ему удалось совершить целый ряд научных путешествий. С 1870 по 1880 годы он совершил поездки в Северную Персию, Закавказье, Среднюю Азию и на Дальний Восток, откуда привёз богатейший научный материал. С 1880 года Христоф состоял на службе у великого князя Николая Михайловича и был одним из хранителем его коллекции.
В 1880 году Христоф объездил с энтомологической целью Абхазию и Аджарию, после чего посетил Боржоми и расположенный выше в горах район Бакуриани. В 1881 году им была предпринята поездка в Ордубад, где он собирал насекомых в течение мая и первой половины июня, затем через Мегри и Личк он прибыл в Ханкенды, откуда направился к озеру Севан. В 1882 и 1883 годах он посещает Казикопоран (ныне в Турции), Ордубад и Исти-су. В 1884 году Христоф исследовал долину Куры с посещением окрестностей Нухи, затем вернулся в Боржоми. В 1886 году из Закаталы он поднялся на гору Сарыдаг, а затем посетил Муганскую степь. В 1887 и 1888 годах он снова посещает Казикопоран.
Одновременно с собиранием коллекции Романова, Христоф  пополнял собственную коллекцию, которую начал собирать с 1870 года. Ппосле смерти Христофа большая её часть попала  в Великобританию и находится ныне в Британском музее.